# Notoaeschna geminata
Notoaeschna geminata är en trollsländeart som beskrevs av Günther Theischinger 1982. Notoaeschna geminata ingår i släktet Notoaeschna och familjen mosaiktrollsländor. Inga underarter finns listade i Catalogue of Life.